# شرير الأسبوع
شرير الأسبوع هو خصم أو غريم أو عدو يظهر فقط في حلقة واحدة من عمل خيالي متعدد الحلقات، عادةً ما يكون مسلسلًا تلفزيونيًا ذا أصل بريطانيًا وأمريكيًا ويابانيًا قائمًا على النوع. وبما أن العديد من العروض من هذا النوع تبث حلقات أسبوعيًا بمعدل 10 إلي 52 حلقة جديدة كل عام، فغالبًا ما يكون هناك خصم جديد قصة حلقة كل أسبوع. عادةً ما يواجه الشخصيات الرئيسية هذه الشخصيات ويتغلبون عليها، وفي كثير من الأحيان لا يواجهونها مرة أخرى أبدًا.
تتضمن العروض التي تستخدم مثل هذه الشخصيات: الدكتور هو ، و خارق للطببيعة ، و بريمفال ، و غريم ، و الساحر ،  و سمولفيل ،  و سكوبي دو .  تتناوب بعض المسلسلات بين استخدام مثل هؤلاء الأعداء و خطوط الحبكة المستمرة للمسلسل (كما في بافي قاتلة مصاصي ،  خارق للطبيعة ،  فرينج ،  و الملفات الغامضة )،   بينما يستخدم البعض الآخر هؤلاء الأعداء السابقين كبيادق أو تابعين للخصوم المتكررين (كما في الدراج المقنع ،  سيلور مون ،  سلسلة <i>ألترا مان</i> ، و سوبر سنتاي  ونظيره الأمريكي، باور رينجرز ( حراس القوة ) ).  
في بعض الحالات، يعود هؤلاء الأشرار محسنين في الحلقات اللاحقة، ويصبحون حلفاء لا يقدرون بثمن أو يكتسبون دورًا أكبر في القصة.
تعتبر حبكة "الشرير الأسبوعي" الحبكة الاكثر جذابية بالنسبة لمنتجي المسلسلات ، حيث يعني ذلك أنه يمكنهم إعادة بث الحلقات بأي ترتيب يريدونه و لا يلتزمون بثها بالتسلسل كما تفعل المسلسلات ذات القصة المستمرة.